# Ansamblul folcloric "Oașul"

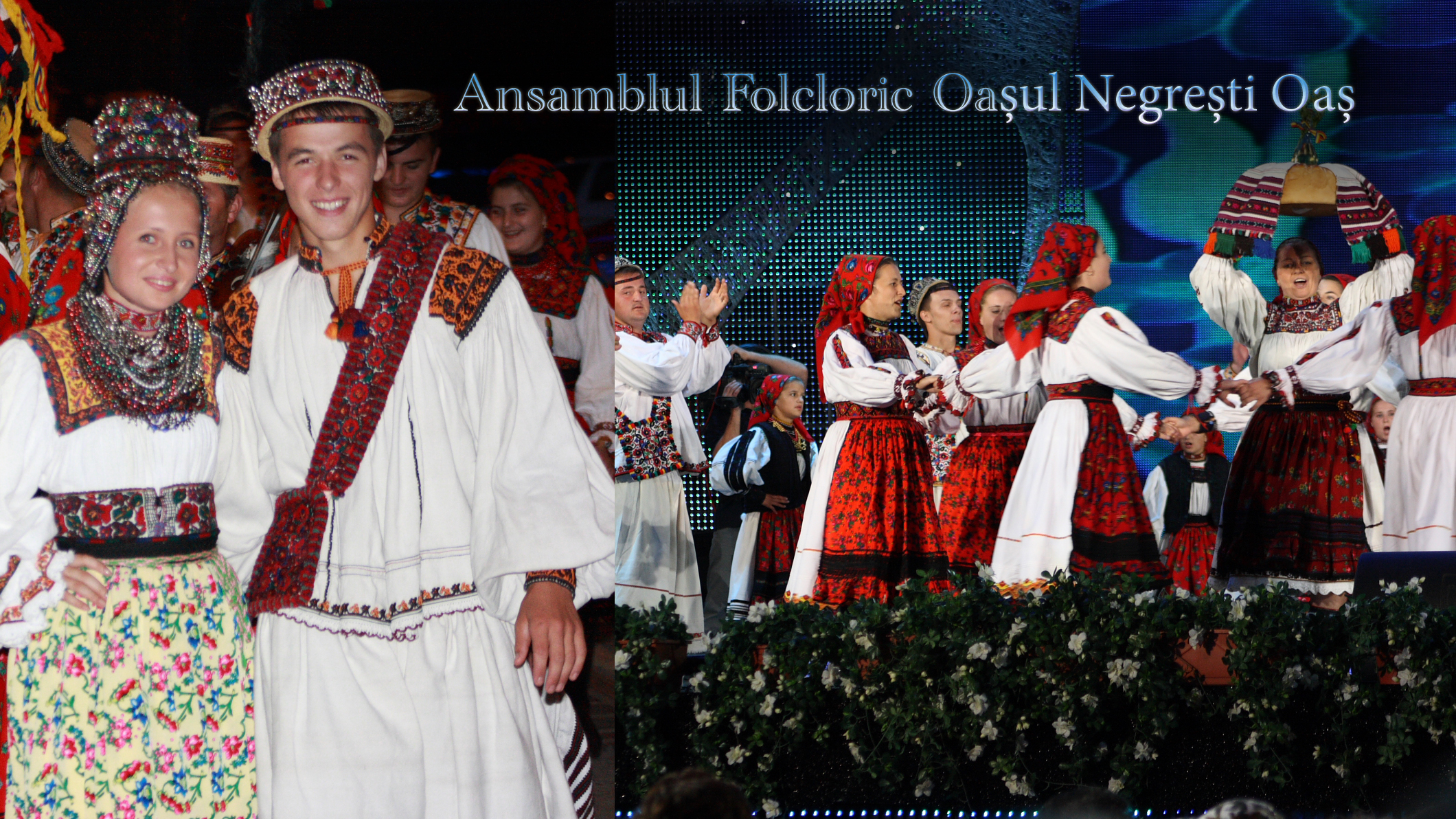
Ansamblul Oașul

Ansamblul Oașul (cunoscut în străinătate și ca Ensemble "Tara Oasului"),  este un ansamblu folcloric reprezentativ pentru Țara Oașului (județul Satu Mare, România), înființat în anul 1970.

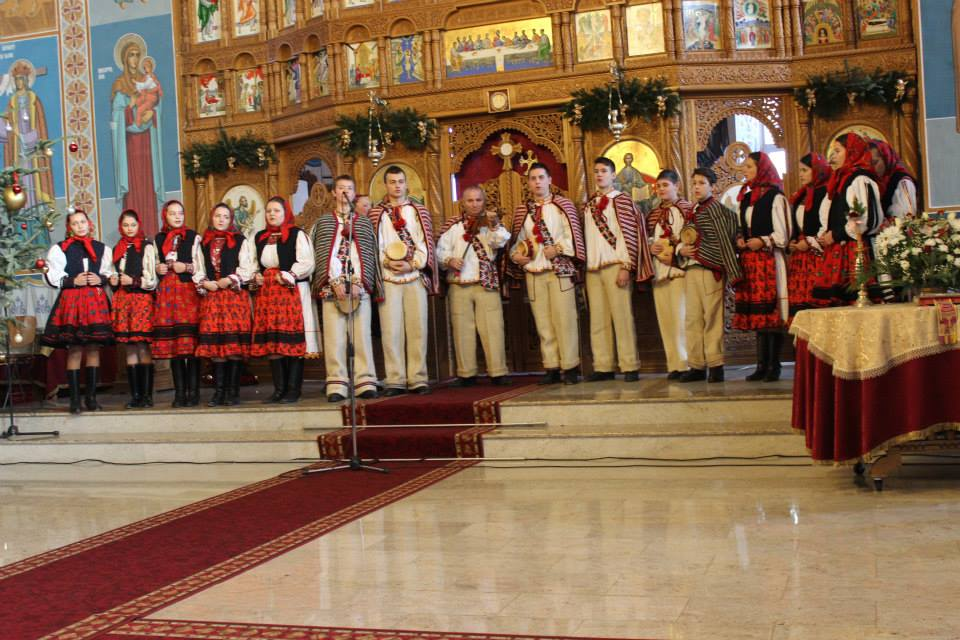
Ansamblul folcloric Oașul la „Festivalul Datinilor şi Obiceiurilor de Iarnă” Negreşti-Oaş 2013

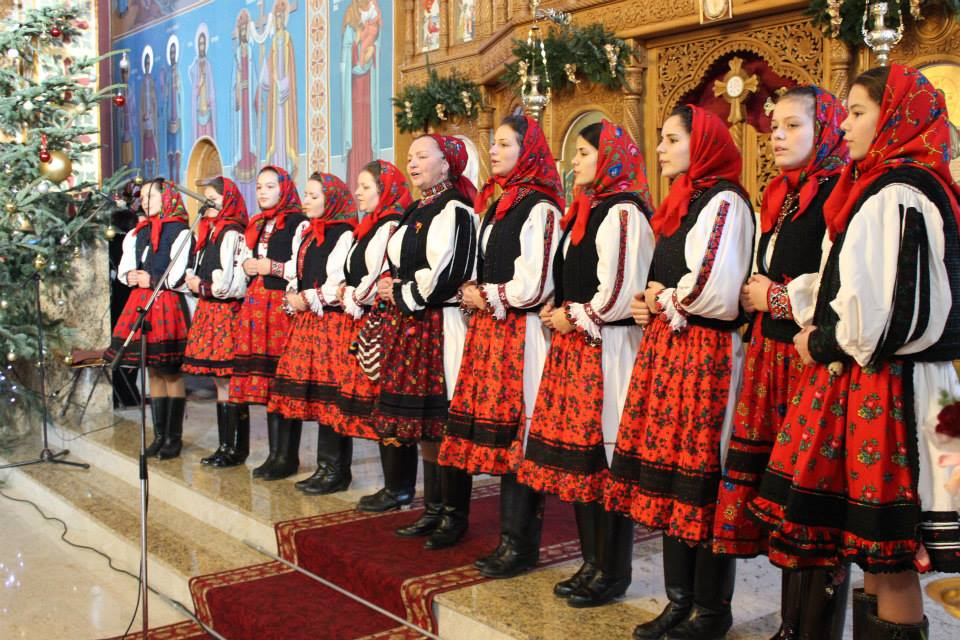
Ansamblul folcloric Oașul - „Festivalul Datinilor şi Obiceiurilor de Iarnă” Negreşti-Oaş 2013 (35)

## Scurt istoric
Ansamblul a fost înființat în anul 1970 în cadrul Casei de Cultură a orașului Negrești-Oaș. În anul 1989 datorită evenimentele din acea perioadă își încetează activitatea, iar în anul 2004 își reia activitatea la inițiativa prof. dr. Natalia Lazăr.

## Echipa de conducere a AnsambluluiOașul
- Director, Prof. dr. Natalia Lazăr
- Conducerea artistică, Prof. Maria Tripon
- Secretar general, E.S. Ionuț Silaghi de Oaș [4][5]

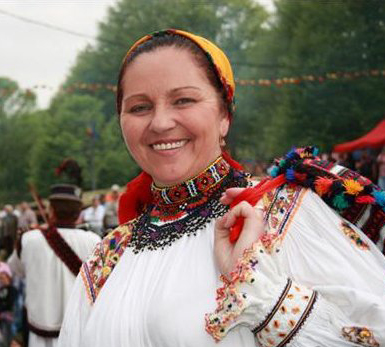
Conducerea artistică, Prof. Maria Tripon

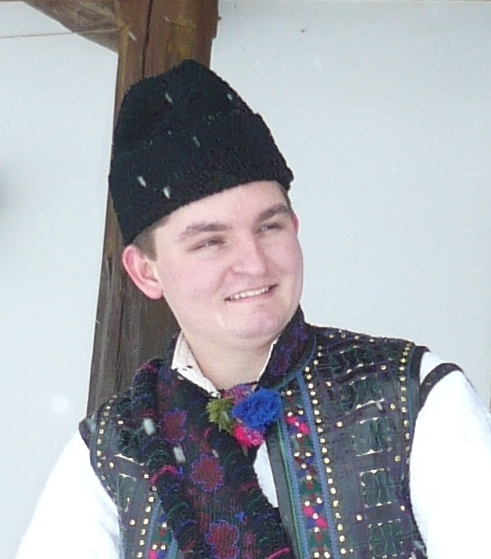
Secretar general, E.S. Ionuț Silaghi de Oaș

## Colaboratori
- Maria Petca Poptean (interpret și „luminător al satelor”)[6][7]
- Petre Zele (interpret și instrumentist - ceteră)
- Cristian Enache (solist vocal, dansator)
- Petrică Zele (instrumentist - zongoră)
- Vasile Solomon (solist-instrumentist - ceteră)
- Ioan Rus (instrumentist - zongoră)
- Floare Finta („Tezaur Uman Viu”, decorată de către președintele Klaus Iohannis cu Medalia „Meritul Cultural”, clasa I)[8][9][10]
- Floare Hotca (rapsod, meșter popular și „luminător al satelor”)[11]
- Ana Hotcă (rapsod și meșter popular)
- Irina Lohan (rapsod și meșter popular)
- Anica Mare (meșter popular)[12]
- Maria Poptile (meșter popular)[13]

## Activitate: turnee, evenimente și festivaluri la care a participat
- Festivalul National „Maria Tanase” - Craiova
- Festivalul National „Cantarea Romaniei”
- Festivaluri din: UNGARIA, UCRAINA, CEHIA,[14]  ITALIA, BELGIA (Festivalul Nuntilor - Bruxelles, 1975), Festivaluri Internationale - 1979 - in FRANTA si ELVETIA,  Festivalul International de Folclor din Nanning, CHINA;  etc.
- Manifestări artistice cu specific folcloric, printre care amintim: Zilele Orașului Negrești Oaș,   Zilele Orașului  Satu Mare, Sărbătoarea Castanelor Baia Mare, precum și la multe alte  evenimente locale si judetene.
- Turnee de colinde: Bucuresti ( Patriarhia Romana, Parlamentul Romaniei, Ambasada SUA la Bucuresti, UNICEF Romania, etc ), Baia Mare, Viseu de Sus, Râmnicu Vâlcea, Iași, Timișoara, Cluj Napoca, Satu Mare, etc.
- Filme documentare - printre care amintim: „ZESTREA ROMÂNILOR” – TVR, „Oașul între tradiție și modernism” – TVR
- Emisiuni: 
  - „O vedetă Populară” - TVR;„O dată-n viață” – TVR, prezentator: Iuliana Tudor, producător: dna Elise Stan;
  - „Tezaur Folcloric” – TVR, realizator dna Mărioara Murărescu,
  - TVR 2 - emisiune realizata cu prilejul sarbatorilor pascale, producator dna Maria Tanase Marin
  - TVR 3 - emisiunea „Hora prichindeilor”, emisiune moderată de dna Gheorghița Nicolae[15]
  - PRO Tv –  emisiunea Happy Hour, realizator Cătalin Măruță
  - FAVORIT Tv, ETNO TV, și multe altele.
- Festivalul Internațional de Folclor „Ceahlăul”
- Festivalul  național „Alină-te dor, alină”, Cicîrlău
- Festivalul de Folclor „Pietrele Doamnei”, Rarău – Suceava,
- Festivalul „Armonii de primăvară” , Vișeu de Sus,
- Festivalul de la Oțeloaia,
- Festivalul cântecului și dansului chiorean – Satulung, Maramureș,
- Festivalul „Dragu-mi-i cantu si jocu”, Tasnad
- Festivalul „Cerbul de Aur”, Brasov, 2008.[16][17]
- Festivalul de Datini și Obiceiuri de Iarnă, Negrești Oaș,
- Festivalul de Datini și Obiceiuri de Iarnă - Sighetul Marmației,
- Festivalul Palincii Negrești Oaș și Satu Mare,
- Festivalul Național Sâmbra Oilor- Huta Certeze,
- Festivalul Prunelor de la Medieșu Aurit,
- „Toamna sibiană”(Toamna studențească), Sibiu [18][19]
- „Festivalul inimilor”, festival internațional de folclor, Timișoara, etc.[20]
- Moisei - călătorie în timp[21]
- Festivalului Patrimoniului Țării Oașului „Zestrea Oașului”[22][23][24]
- „Eminescu, punte de legătură cu românii din Ungaria“[25][26]
- „Cred in Moș Crăciun 2009”, PROGRAM CRĂCIUN 2009, Primăria Municipiului București.[27][28]
- Festivalului „Joc și cântec la izvor”, Buziaș.[29][30]

Participă activ la reînvierea unor obiceiuri din Țara Oașului cum ar fi: șezătoarea oșenească , obiceiul de nunta, obiceiul de craciun, obiceiul „cu colacul la nănași”, obiceiul sâmbra oilor, etc.
A participat la multe evenimente cu caracter cultural.

## Discografie
- 1977 - Nunta La Români / Noces En Roumanie / Wedding In Romania: Oaș - 2 × Vinyl, LP, Album - Grupul de țîpuritoare al Ansanblului folcloric „Oașul”[50] (tracks: A1.a, A2.a to A2.c, A3.b, A3.d, B4.a, B4.d, C5.b, C6.a, C6.c, D6.g, D6.h, D6.j, D7.c), Electrecord – ST-EPE 02555-02556[51]
- 1980 - Musiques De Mariage Et De Fêtes Roumaines Des Pays D'Oas[52]
- 1992 - Romanian Folk Dances Vol. I (cu piesa nr. 9 - Roata Feciorilor)[53][54]

## Imagini

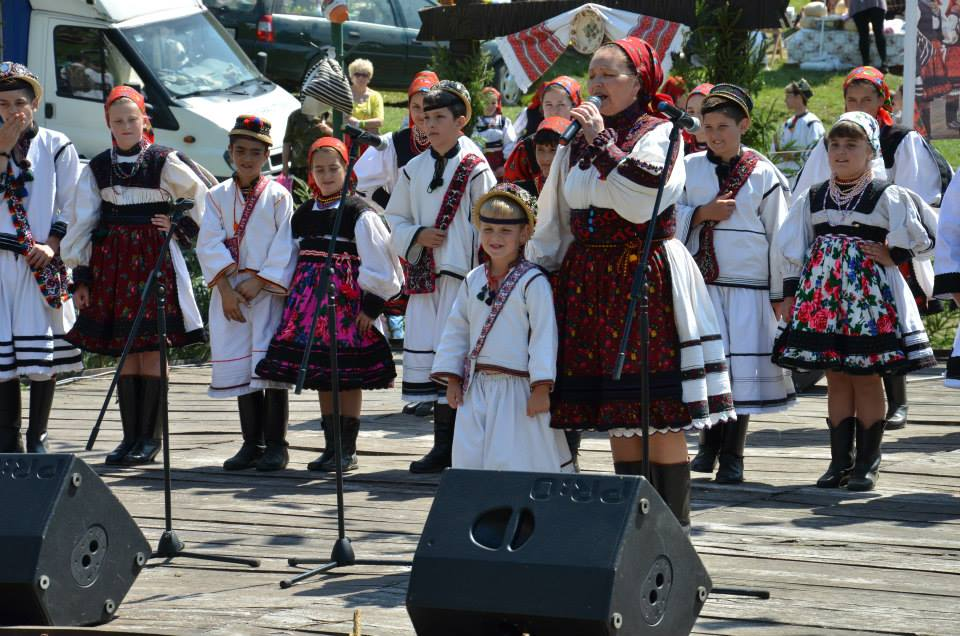
Maria Tripon la Festivalul Național Sâmbra Oilor - Țara Oașului
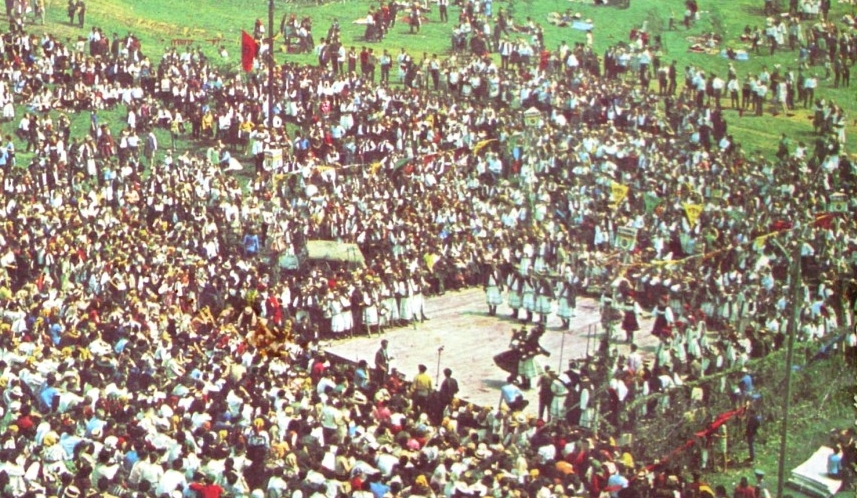
Ansamblul folcloric Oașul la Festivalul Național Sâmbra Oilor - Țara Oașului, înainte de 1989
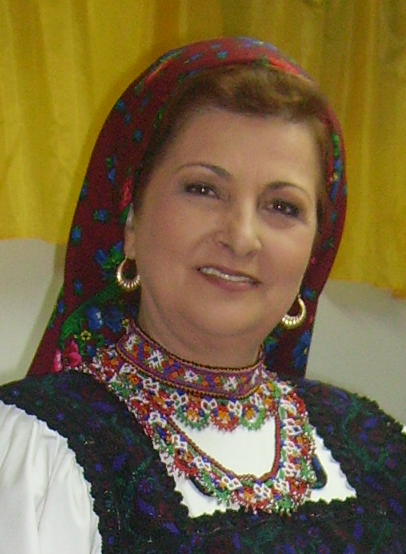
Maria Petca Poptean colaborator al Ansamblul folcloric Oașul
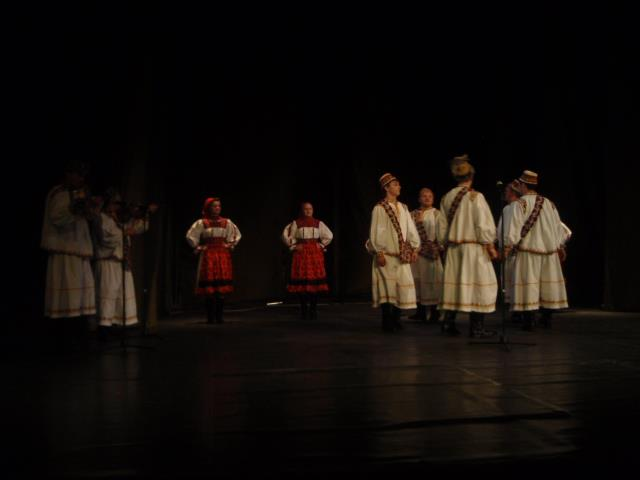
Ansamblul folcloric Oașul - danț
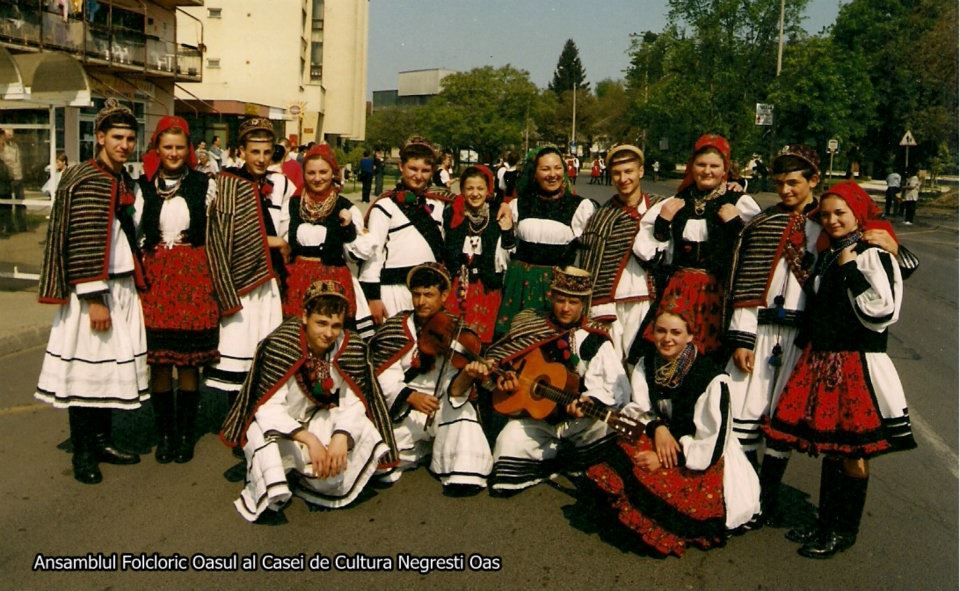
Ansamblul folcloric Oașul în turneu
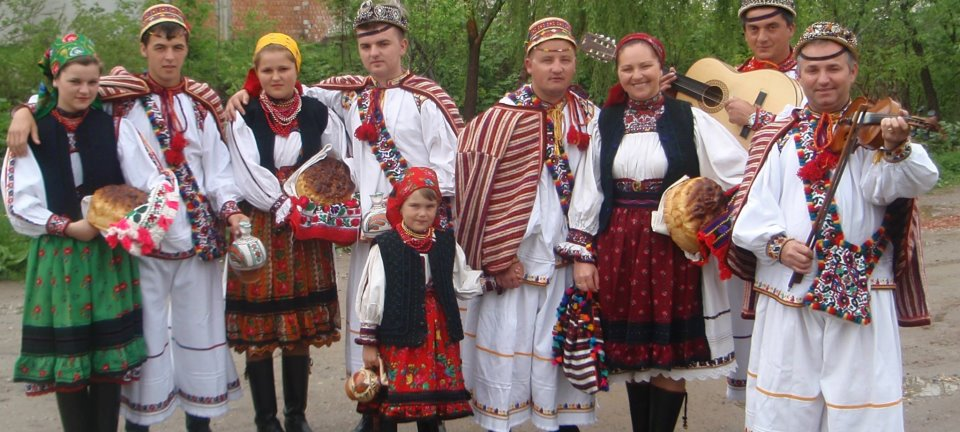
Ansamblul folcloric Oașul cu colacu la nănași
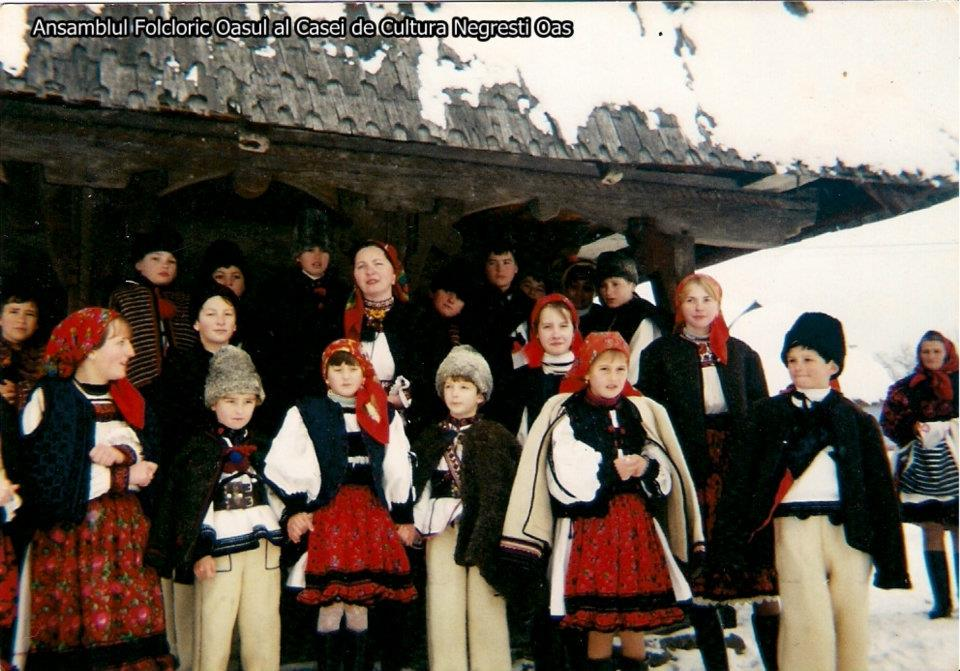
Ansamblul folcloric Oașul - obicei de iarnă
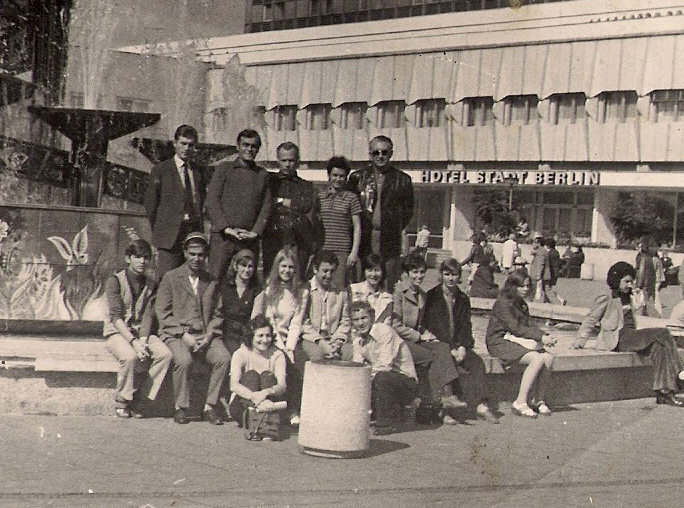
Ansamblul folcloric Oașul  în turneu
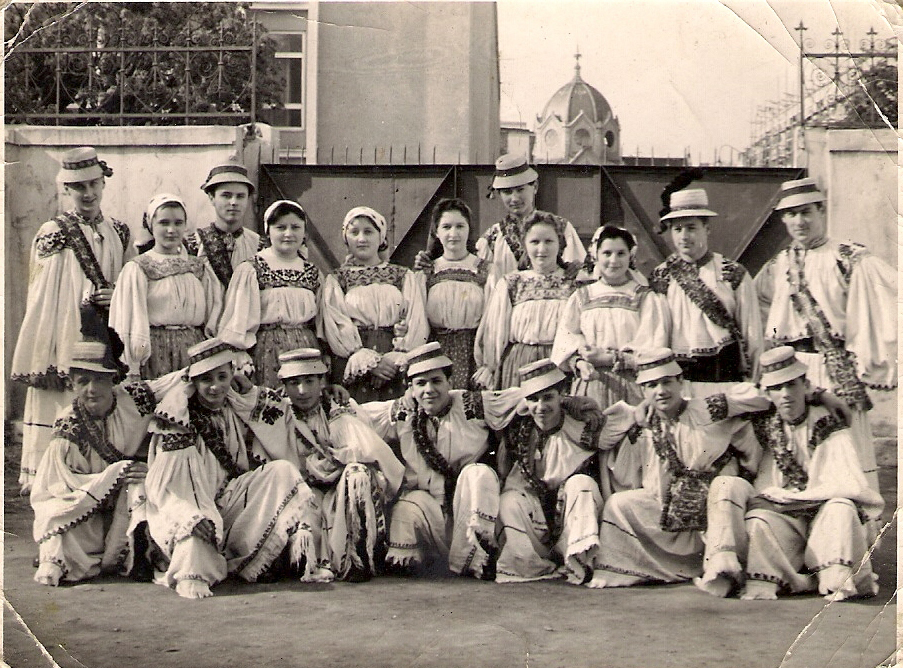
Ansamblul folcloric Oașul poză de grup
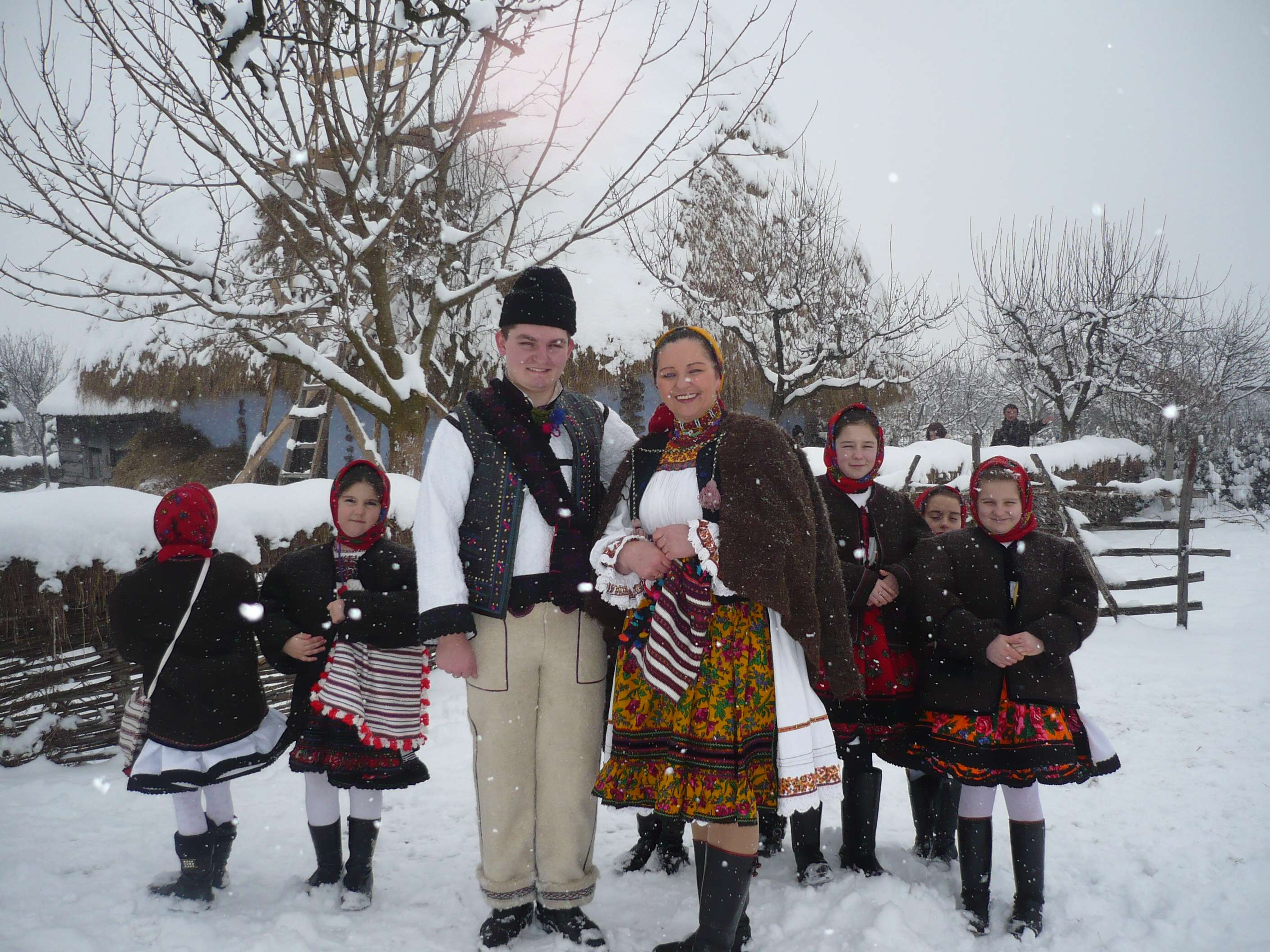
Prof. Maria Tripon și E.S. Nob. Ionuţ Silaghi de Oaș - Ansamblul Oașul
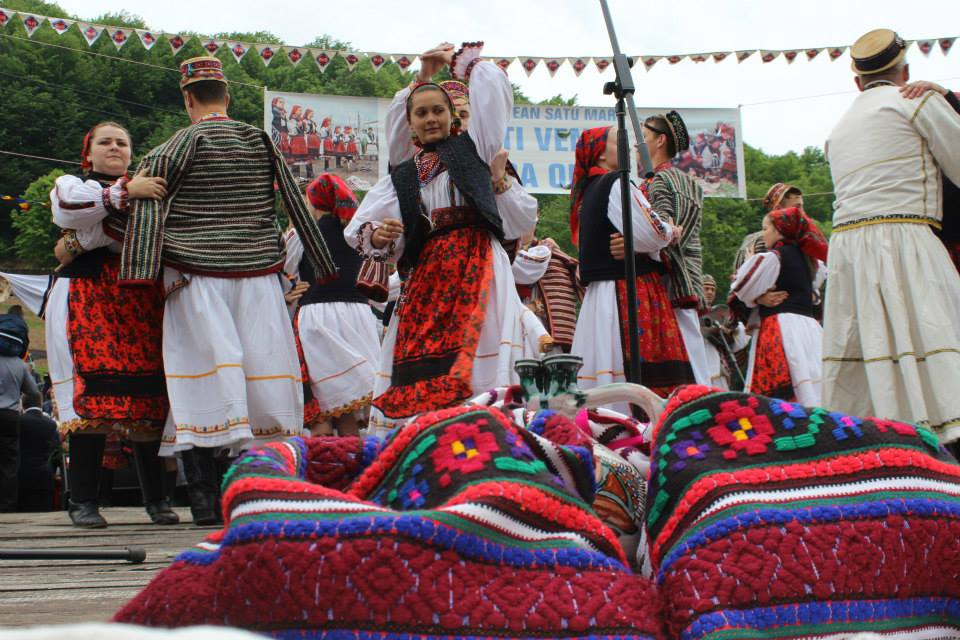
Ansamblul folcloric Oașul la Festivalul Național Sâmbra Oilor - Țara Oașului
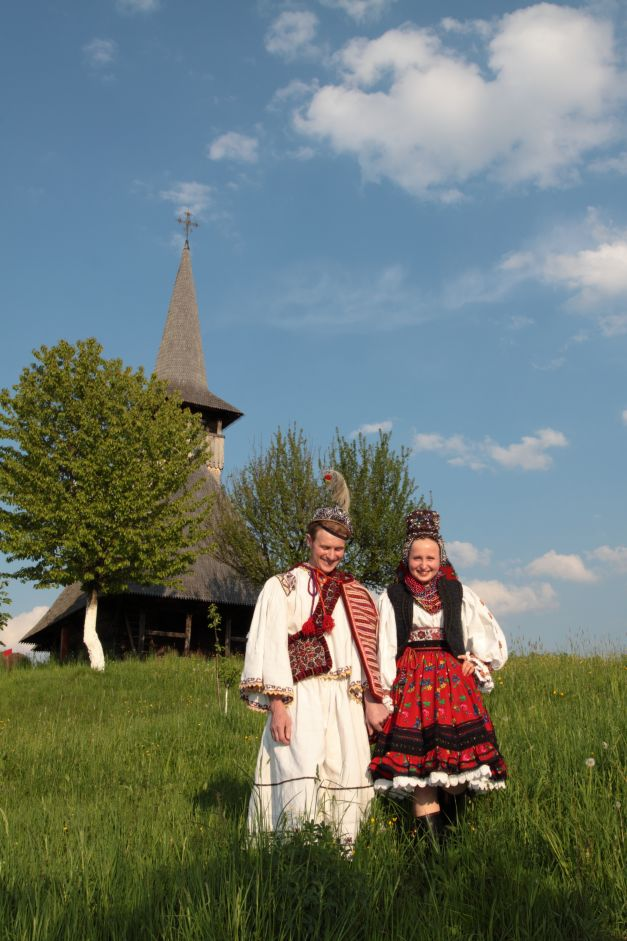
pereche de dansatori ai Ansamblul folcloric Oașul în Muzeul Țării Oașului
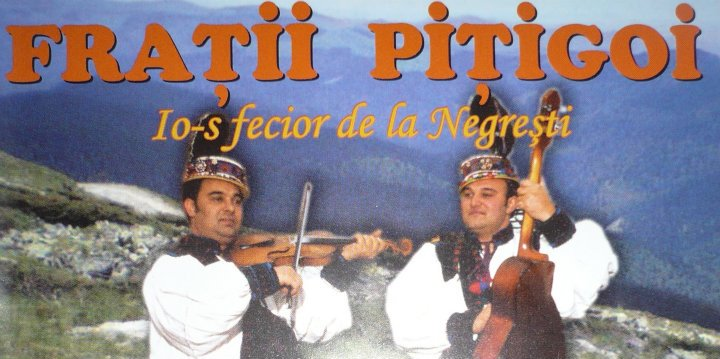
Frații Pițigoi (interpreți și instrumentiști ai Ansamblul folcloric Oașul, 1970-1989)
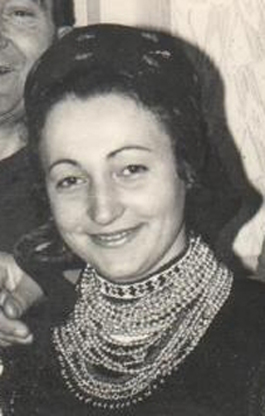
Greta Zoicaș Berinde (fostă interpretă a Ansamblul folcloric Oașul)
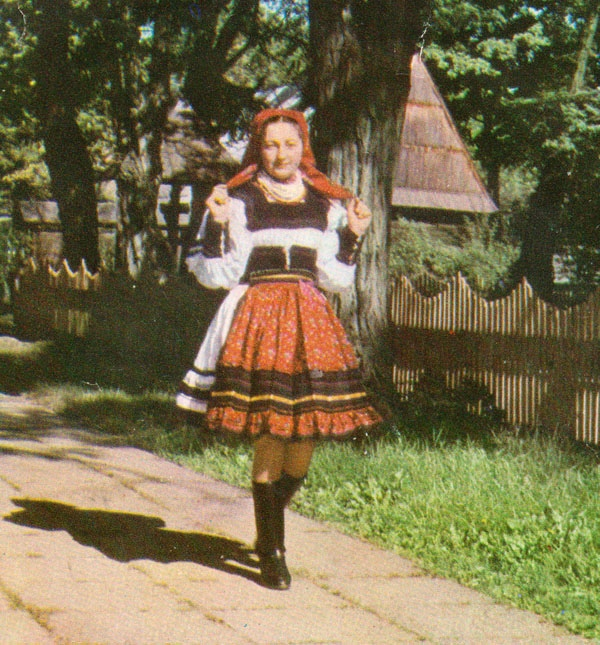
Ansamblul folcloric Oașul - Greta Zoicaș Berinde
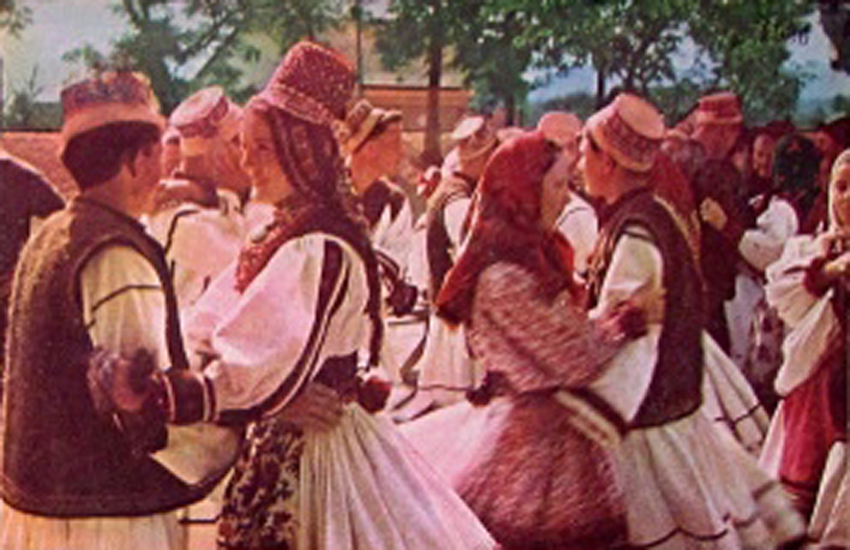
Ansamblul folcloric Oașul
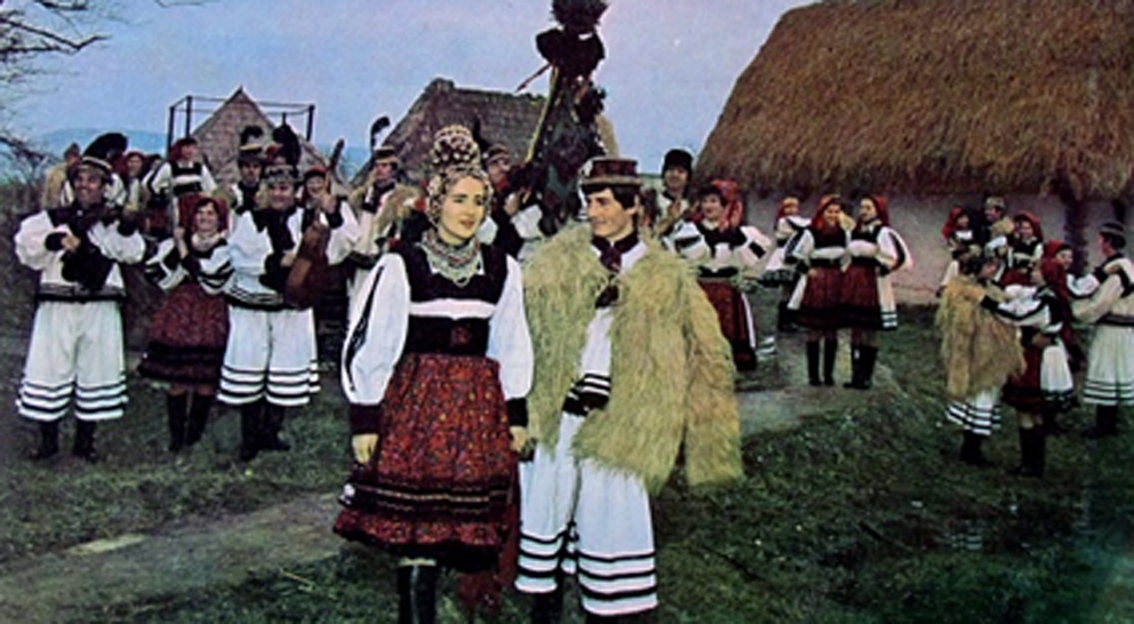
Ansamblul folcloric Oașul în Muzeul Țării Oașului

## Legături externe
- Ansamblului Folcloric Oașul al Casei de Cultură Negrești Oaș
- Ansamblului  Oașul  Negrești Oaș
- Oasul Negresti Oas
- site-ul - Ansamblului Folcloric Oașul Arhivat în 24 iunie 2016, la Wayback Machine.